# Prevalitana
Prevalitana (em latim: Praevalitana), chamada também de Prevaliana, Praevaliana e Prevalis, era uma província do Império Romano localizada no território dos modernos estados da Albânia, Montenegro e Sérvia.

## História
O Império Romano conquistou a região logo depois da Terceira Guerra Ilíria (168 a.C.), quando Gêncio, o último rei da Ilíria, foi derrotado e capturado em Escodra (ele seria levado cativo para Roma três anos depois e executado. Quatro repúblicas cliente foram criadas no território conquistado, governadas por fantoches impostos por Roma. Posteriormente, Ilírico seria governado diretamente por Roma como uma província com capital em Escodra.
Ela foi dividida em duas em 10 d.C., a Panônia e a Dalmácia. Esta se estendia para o interior cobrindo toda a região dos Alpes Dináricos e a maior parte da costa oriental do Adriático, incluindo o território moderno de Montenegro. O historiador Theodore Mommsen escreveu em sua obra "The Provinces of the Roman Empire" que a Dalmácia já estava completamente romanizada e falando o latim no século IV.
A província Prevalitana foi criada durante o reinado do imperador Diocleciano (r. 284–305) no território da antiga província da Dalmácia. Ela foi subordinada à nova Diocese da Mésia (290-357), uma das doze criadas durante a reforma administrativa do fim do século III. Esta, por sua vez, foi posteriormente dividida em outras duas, a Diocese da Dácia no norte e a Diocese da Macedônia no sul. A Prevalitana era inicialmente parte da segunda, mas posteriormente passou para o controle da primeira (que abrangia ainda a Dácia Mediterrânea, a Dácia Ripense, a Dardânia e a Mésia Inferior), uma subdivisão da nova Prefeitura pretoriana da Ilíria (395). Uma efêmera província, a Macedônia Salutar, foi dividida entre a Prevalitana e Epiro Novo (412).
Depois que o Império Romano do Ocidente ruiu em 476 depois do início do chamado "Período das Migrações", a região foi governada pelos godos até pelo menos 535, quando Justiniano anexou novamente toda a Dalmácia ao Império Bizantino, o estado sucessor do Império Romano do Oriente.
Em 577, cerca de 100 000 inundaram a região da Trácia e da Prefeitura pretoriana da Ilíria, saqueando as cidades com o objetivo de colonizarem a região. A costa sul da Dalmácia, porém, sobreviveu ao massacre: as cidades de Ascrívio (Kotor), Butua (Budva) e Ragusavecchia (Cavtat) transformaram-se em cidades-estado independentes nas quais os ilírios romanizados nativos permaneceram leais aos senhores bizantinos.

## Cidades
Os primeiros registros escritos sobre qualquer tipo de assentamento no sul da Dalmácia são os romanos da província de Prevalitana e da cidade de Birsimínio, que vivia sob a sombra da importante cidade ilíria de Dóclea, a maior cidade da região com entre oito e dez mil habitantes e batizada em homenagem a uma das duas grandes tribos ilírias que habitavam a região, os docleatas (docleatae). A outra, os labeates, viviam no território entre o lago Skadar e a moderna Podgorica perto de sua principal fortaleza, Metheon (a moderna Medun). Os docleatas habitavam o fértil vale do rio Zeta, que está localizado na importante região de contato entre a costa e as montanhas de Montenegro, o que ajudou a região a prosperar. 
A partir do século V, eslavos e ávaros passaram a se assentar na região, um fenômeno que veio acompanhado dos destrutivos raides sobre as tribos e localidades nativas. Não foi diferente com a Dóclea, que caiu vítima de violentos ataques e de desastres naturais. Depois que os eslavos conquistaram a região, outro assentamento foi fundado na região e que tomou o lugar antes ocupado por Dóclea, a cidade de Ribnica.
Ascrívio, na costa, sobreviveu aos ataques eslavos e prosperou como uma cidade-estado mercantil até o século X. Outras cidades importantes eram Anderva (Nikšić) e Risínio (Risan).